# Гечанська сільська рада
| Гечанська сільська рада — колишній орган місцевого самоврядування у Берегівському районі Закарпатської області з адміністративним центром у с. Геча. Сільській раді були підпорядковані населені пункти: - с. Геча |

## Склад ради
Рада складалася з 16 депутатів та голови.

## Керівний склад сільської ради
| ПІБ                      | Основні відомості                                                 | Дата обрання | Дата звільнення |
| ------------------------ | ----------------------------------------------------------------- | ------------ | --------------- |
| Мештер Андрій Андрійович | Сільський голова, 1978 року народження, освіта, безпартійний      | 26.03.2006   | 31.10.2010      |
| Мештер Андрій Андрійович | Сільський голова, 1978 року народження, освіта вища, безпартійний | 31.10.2010   |                 |

Примітка: таблиця складена за даними джерела